# Alcides Bezerra
João Alcides Bezerra Cavalcanti (João Pessoa, 24 de outubro de 1891 — Rio de Janeiro, 29 de maio de 1938) foi um advogado e historiador brasileiro.

## Biografia
Filho de João Perdigão Bezerra Cavalcanti e Phelonilla Clara Bezerra Cavalcanti, Alcides Cavalcanti bacharelou-se em ciências jurídicas da Faculdade de Direito do Recife, atual Universidade Federal de Pernambuco em 1911, ao lado de Pontes de Miranda. Exerceu diversos cargos públicos como o de procurador interino da República em 1913, procurador adjunto da capital em 1914, inspetor-geral do Ensino do Estado da Paraíba de 1915 a 1917, promotor público de 1917 a 1919 e secretário da Imprensa Oficial da Paraíba em 1919. Neste mesmo ano foi eleito deputado estadual para a nona legislatura (1920-1923), tendo se afastado do cargo para assumir o cargo de diretor geral da Instrução Pública do Estado da Paraíba, de 1920 a 1922, cargo equivalente atualmente ao secretário estadual de Educação. Deixou tais funções a pedido do então presidente da República Epitácio Pessoa, para assumir o cargo de diretor do Arquivo Nacional em 1922, permanecendo na função até a sua morte em 1938. Alcides Cavalcanti foi um dos fundadores do Instituto Histórico e Geográfico Paraibano, em 1905, e ingressou na Academia Carioca de Letras, em 1932. Atuou ainda como professor de filosofia na Faculdade de Filosofia do Rio de Janeiro e de direito na Universidade do Rio de Janeiro, atual Universidade Federal do Rio de Janeiro.

## Obras
- 1911 - Restos de antigos cultos na Paraíba
- 1919 - Ensaios de crítica e filosofia
- 1922 - Maria da Glória
- 1925 - A Paraíba na Confederação do Equador
- 1925 - Infância e adolescência de D. Pedro II
- 1929 - Conferências
- 1933 - A revelação científica do Direito
- 1936 - Pandiá Calógeras: investigador honesto do passado colonial
- 1936 - As secas na futura constituição